# Leichtathletik-Weltmeisterschaften 2009/Teilnehmer (Ägypten)
| Gelbes Symbol für Goldmedaillen mit stilisierten Olympischen Ringen | Graues Symbol für Silbermedaillen mit stilisierten Olympischen Ringen | Braundes Symbol für Bronzemedaillen mit stilisierten Olympischen Ringen |
| ------------------------------------------------------------------- | --------------------------------------------------------------------- | ----------------------------------------------------------------------- |
| —                                                                   | —                                                                     | —                                                                       |

Der ägyptische Leichtathletik-Verband stellte vier Athleten bei den Leichtathletik-Weltmeisterschaften 2009 in Berlin.

## Ergebnisse

### Männer

#### Laufdisziplinen
| Athlet                    | Disziplin | Vorlauf | Vorlauf | Viertelfinale      | Viertelfinale      | Halbfinale         | Halbfinale         | Finale             | Finale             |
| Athlet                    | Disziplin | Zeit    | Platz   | Zeit               | Platz              | Zeit               | Platz              | Zeit               | Platz              |
| ------------------------- | --------- | ------- | ------- | ------------------ | ------------------ | ------------------ | ------------------ | ------------------ | ------------------ |
| Amr Ibrahim Mostafa Seoud | 200 m     | 21,44 s | 51      | nicht qualifiziert | nicht qualifiziert | nicht qualifiziert | nicht qualifiziert | nicht qualifiziert | nicht qualifiziert |

#### Sprung/Wurf
| Athlet                | Disziplin   | Qualifikation | Qualifikation | Finale             | Finale             |
| Athlet                | Disziplin   | Weite/Höhe    | Platz         | Weite/Höhe         | Platz              |
| --------------------- | ----------- | ------------- | ------------- | ------------------ | ------------------ |
| Yasser Farag          | Kugelstoßen | 18,69 m       | 31            | nicht qualifiziert | nicht qualifiziert |
| Omar Ahmed el-Ghazaly | Diskuswurf  | 62,84 m       | 10            | 62,83 m            | 9                  |
| Mohsen Anani          | Hammerwurf  | 72,68 m       | 20            | nicht qualifiziert | nicht qualifiziert |